# Meiringen
Meiringen este o comunitate politică ea fiind și centrul administrativ al districtului Oberhasli din cantonul Berna, Elveția.

## Date geografice
Localitatea se află nord de râul Aare și la sud de localitatea Balm și cătunul Schwarzwaldalp. Comunitatea este compusă din localitățile  Balm, Hausen, Unterheid, Unterbach, Brünigen,  Brünigpass, Zaun, Wilerli, Prasti, Brünigerälpeli, Alpen Breitenboden, Isetwald, Schönbühl, Schwarzwald, Wandel și Wirzen.

## Istoric
Meiringen este aminitit pentru prima oară în anul 1201 fiind pusă în legătură cu „Petrus de Megeringen”.

## Atracții turistice
Meiringen a devenit cunoscut prin situarea sa în apropierea Cheilor Aare, pârtiilor de schi de lângă Hasliberg și Cascadelor Reichenbach. Cascadele sunt amintite în povestirea Ultima problemă a lui Sir Arthur Conan Doyle, aici având loc lupta între Sherlock Holmes și profesorul Moriarty, în care s-a spus că și-a pierdut viața faimosul detectiv.